# UCI Professional Continental Team
Профессиональная континентальная команда (англ. UCI Professional Continental Team, сокр. Проконтинентальная команда) — это велосипедная команда второй категории, зарегистрированная в Международном союзе велосипедистов (UCI) для участия в шоссейных соревнованиях. Данный тип команд появился после реорганизации шоссейных соревнований в сезоне 2005 году и примерно соответствует ранее существовавшей фр. Groupe Sportif II (GS2) или англ. Trade Team 2 (TT2).

## Состав и национальность
UCI Professional Continental Team состоит из платёжного агента ответственного за выплаты, представителя команды, спонсоров, велогонщиков, и других сотрудников команды (менеджер, тренер, спортивный врач, соньёр, веломеханик и так далее).
В течение всего года в команде на постоянной основе должно быть минимум 3 спортивных директора и 5 других сотрудников (тренер, спортивный врач, помощник, механик и так далее).
До трёх спонсоров имеют статус главного партнёра. Ни одному из этих лиц или организаций не разрешено подключаться к другой UCI WorldTeam, UCI Professional Continental Team или организатору гонки UCI World Tour. Исключения могут быть одобрены UCI, если отсутствуют нарушение спортивной справедливости. Однако платёжный агент и основные спонсоры могут сотрудничать с UCI Continental Team или фарм-клубами. Но эти команды не допускаются к старту вместе в международных гонках.
Название UCI Professional Continental Team - это название или бренд одного или нескольких основных партнёров или платёжного агента. Также может быть лицензирована под другим именем, связанным с проектом. Таким образом, название команды может изменяется со сменой спонсоров, а также полностью или частично может стать частью названия другой команды.
Гражданство UCI Professional Continental Team определяется местонахождением владельца команды, владельца лицензии или страны, в которой продается рекламируемый продукт, услуга или бренд. Имеет практическое значение исключительно для права участвовать в гонках UCI Europe Tour категорий 1.2 и 2.2 и минимальной зарплате гонщиков.

## Лицензирование
Лицензирование проводится ежегодно (выдаётся на год) UCI после изучения этических, финансовых и административных минимальных критериев. Этический критерий касается, в частности, вопроса о допинге. Участие в программе «Биологический паспорт» является обязательным для профессиональных континентальных команд. Другими критериями в частности являются минимальные требования UCI к контрактам гонщиков и банковская гарантия заработной платы.
Заявители на лицензию UCI WorldTeam (ранее UCI ProTeam) которые не удовлетворяют требуемым спортивным критериям, но отвечают другим критериям, могут быть зарегистрированы как UCI Professional Continental Teams.

## Велогонщики
UCI Professional Continental Team должна состоять минимум из 16 гонщиков. Максимальное их количество зависит от числа неопрофи в её составе, которых не может быть более пяти:
- 28 гонщиков — без неопрофи
- 29 гонщиков — при одном неопрофи
- 30 гонщиков — минимум при двух неопрофи

Кроме того с 1 августа каждого года команда может подписать контракты с тремя стажёрами любой возрастной категории которые смогут принимать участие в гонках UCI Continental Circuits до конца текущего года.
Велогонщики профессиональной континентальной команды являются профессиональными велосипедистами в соответствии с правилами UCI. Минимальные условия их труда регулируются правилами UCI и коллективным соглашением между ассоциацией владельцев команд (AIGCP) и союзом велогонщиков (CPA). Минимальная зарплата в год составляет € 25300 для неопрофи и € 30250 для остальных велогонщиков, но по крайней мере должна быть выше минимальной заработной платы, которая применяется в стране, гражданство которой имеет команда. Эти суммы должны быть увеличены на 50%, если гонщик является внештатным сотрудником. Кроме того призовые деньги обычно распределяются между велогонщиками и другим персоналом.

## Участие в гонках
В правилах ICU предусмотрены условия участия профессиональных континентальных команд в различных соревнованиях которые зависят от календаря в который входит гонка и её категории в нём:
- UCI World Tour
  - при наличии специального приглашения (уайлд-кард) от организаторов этих гонок
- UCI Europe Tour
  - гонки категорий 1.HC, 2.HC, 1.1 и 2.1 без ограничений
  - гонки категорий 1.2 и 2.2 только в той же стране где зарегистрирована команда
- UCI America Tour, UCI Asia Tour, UCI Oceania Tour и UCI Africa Tour
  - гонки категорий 1.HC, 2.HC, 1.1, 2.1, 1.2 и 2.2 без ограничений
- Чемпионат мира
  - командная гонка с раздельным стартом

## Значение
Проконтинентальные команды образуют группу профессиональных команд, которые по спортивным или иным критериям не попадают в категорию UCI WorldTeam. При этом их статус позволяет им участвовать в самых престижных соревнованиях UCI World Tour, включая Гранд-туры. В результате есть возможность для большого международного восприятия этих команд. Кроме того, эта команда может быть использована в качестве трамплина для более высокой категории, которой является UCI WorldTeam.